# Smith & Wesson Модель 41
Smith & Wesson Модель 41 самозарядний пістолет розроблений компанією Smith & Wesson після Другої світової війни як цільовий пістолет. Кут нахилу руків'я, як і пістолета Colt M1911, становить 105 градусів щоб утримувати постійний кут захвату.

## Історія розробки
У липні 1947, було випущено два прототипи —номери X-41 та X-42—, їх протестували та покращували протягом наступних 10 років. У 1957, Модель 41 надійшла у продаж, коли Smith & Wesson випустили 679 одиниць. Наприкінці 1958 роки вони випустили 9875 пістолетів Модель 41. У 1958 році для польового використання було представлено полегшений 5-дюймовий (130 мм). У 1960 році було представлено Модель 41-1 під набій .22 Short для міжнародних змагань з швидкісної стрільби. З використання легкої алюмінієвої затворної рами було випущено лише 1000, яка була потрібна для використання з набоєм .22 Short малої потужності.
У серпні 1963 року на ринку з'явилася версія з 5-дюймовим важким стволом. У Stoeger's Shooter's Bible від 1964 року зображено пістолет зі стволом довжиною 7+3⁄8-дюйма (190 мм) для Олімпійського центру. У 1978 році було прибрано індикатор заряджання та ствол 7+3⁄8-дюйми. У тому ж році було представлено ствол довжиною 7-дюймів (180 мм) без дулового гальма. Кілька місяців 1991 року випускали ствол довжиною 6-дюймів (150 мм). У 1992 році Модель 41 було знято з виробництва. У 1994 році Smith & Wesson повернули у виробництво пістолет під назвою Модель 41 (Нова Модель).

### Модель 46
У 1957 році Smith & Wesson представили спрощену версію Моделі 41, яка отримала назву Модель 46. У 1959 році ВПС США обрали цей пістолет для базових тренувань марксманів. Було випущено приблизно 4000 одиниць: 2500 зі стволом довжиною 7-дюймів (180 мм), 1000 зі стволом довжиною 5-дюймів (130 мм) та 500 зі стволом довжиною 5+1⁄2-дюйма (140 мм). На накладках руків'я немає насічки, полірованого воронування тощо. Він провалився на ринку, оскільки покупці надавали перевагу більш дорогій Моделі 41, а тому у 1966 році виробництво було припинено.